# Näsbyholmssjön

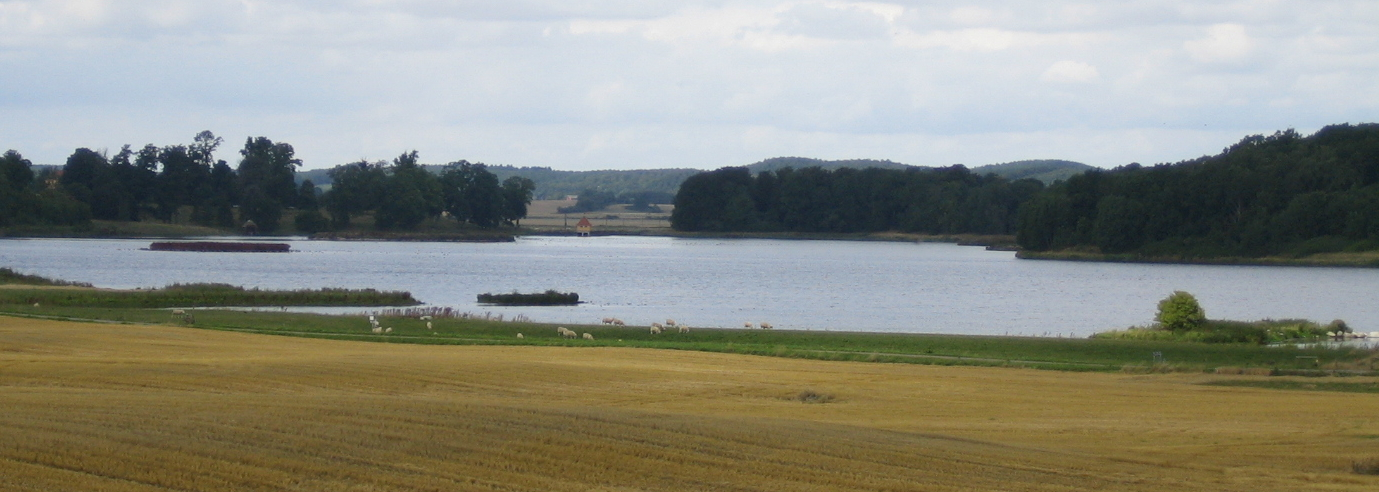
Näsbyholmssjön

Näsbyholmssjön är en sjö i Skåne län.
Näsbyholmssjön ligger sydväst om Skurup. Vid sjön ligger Näsbyholms slott.
Sjön torrlades nästan helt av dansken Peter Berendt Feilberg på 1860-talet. År 2004 återskapades en tiondel av den ursprungliga sjön till en yta av 45 hektar. Sjön invigdes den 10 maj av kung Carl XVI Gustaf.
Dybäcksån rinner från Näsbyholmssjön.